# Consuelo Vanderbilt
Consuelo Vanderbilt, conosciuta anche come Consuelo, duchessa di Marlborough e Consuelo Balsan (New York, 2 marzo 1877 – Southampton, 6 dicembre 1964), era un membro importante della famiglia statunitense Vanderbilt. Il suo matrimonio con il IX Duca di Marlborough fu un caso notevole di matrimoni socialmente vantaggiosi nella Gilded Age.

## Biografia

### Infanzia
Nata a New York, era l'unica figlia femmina di William Kissam Vanderbilt, un milionario statunitense, e della sua prima moglie, Alva Erskine Smith (1853-1933, in seguito moglie di Oliver Belmont), una bellezza del Sud e suffragetta in erba proveniente da Mobile nell'Alabama. 
Il nome spagnolo le fu dato in onore della madrina, Consuelo Yznaga (1858-1909), una donna dell'alta società, metà cubana e metà statunitense, che aveva creato scalpore sociale, un anno prima, quando sposò il cacciatore di dote George Montagu, visconte di Mandeville, un'unione tra il Vecchio e il Nuovo Mondo che indusse il padre dello sposo, il VII Duca di Manchester, a chiedersi apertamente se suo figlio ed erede avesse sposato una "Pellerossa". Consuelo, duchessa di Manchester è anche alla base del personaggio di Conchita Closson nel romanzo incompiuto di Edith Wharton Bucanieri.
Consuelo Vanderbilt era ampiamente dominata dalla madre, Alva, la quale era determinata a far sì che Consuelo contraesse un buon matrimonio come quello della sua famosa omonima, anche in mancanza di sangue nobile.
In quel periodo, erano frequenti i matrimoni fra aristocratici europei ed ereditiere statunitensi. Per i nobili del Vecchio Mondo, unioni di questo genere erano disonorevoli ma utili in termini finanziari; la nobiltà considerava gli americani che entravano per matrimonio nei loro castelli come intrusi, indegni della loro nuova posizione.
Nella sua biografia, Consuelo Vanderbilt più tardi descrisse come le era stato chiesto di indossare un'asta d'acciaio, che correva lungo la schiena e fissata intorno alla vita e sulle spalle, per migliorare la sua postura. Fu educata interamente a casa da governanti ed insegnanti privati ed imparò le lingue straniere dalla tenera età. Sua madre era molto severa nell'imporle la disciplina e la batteva con un frustino alla minima infrazione. Quando, da adolescente, Consuelo contestò i vestiti che sua madre aveva scelto per lei, Alva Vanderbilt le disse "Io decido, e tu fai come ti viene detto".
Come la madrina, Consuelo attirava anche numerosi pretendenti titolati ansiosi di barattare posizione sociale per danaro. Sua madre riferì di aver ricevuto almeno cinque proposte per la sua mano. A Consuelo fu permesso di considerare la proposta di uno soltanto, il Principe Francesco Giuseppe di Battenberg, ma Consuelo sviluppò subito un'avversione per lui. Nessuno degli altri, comunque, era abbastanza qualificato per Alva, figlia di un semplice mercante.
Fortunatamente, a differenza di diverse ereditiere contemporanee alla ricerca del loro speciale principe azzurro, Consuelo Vanderbilt era una grande bellezza, con un volto irresistibile sufficiente per indurre il drammaturgo Sir James Barrie, autore di Peter Pan, a scrivere: "Starei tutto il giorno in strada per vedere Consuelo Vanderbilt arrivare nella sua carrozza". Lo studente universitario di Oxford Guy Fortescue in seguito descrisse come lui e i suoi amici furono catturati dal suo "piquante viso ovale poggiato su un lungo collo sottile, i suoi enormi occhi scuri contornati da ciglia che si arricciano, le sue fossette, e denti piccoli quando sorrideva". Lei è venuta ad incarnare l'"aspetto sottile e stretto" che era in voga durante l'epoca edoardiana.

### Primo matrimonio

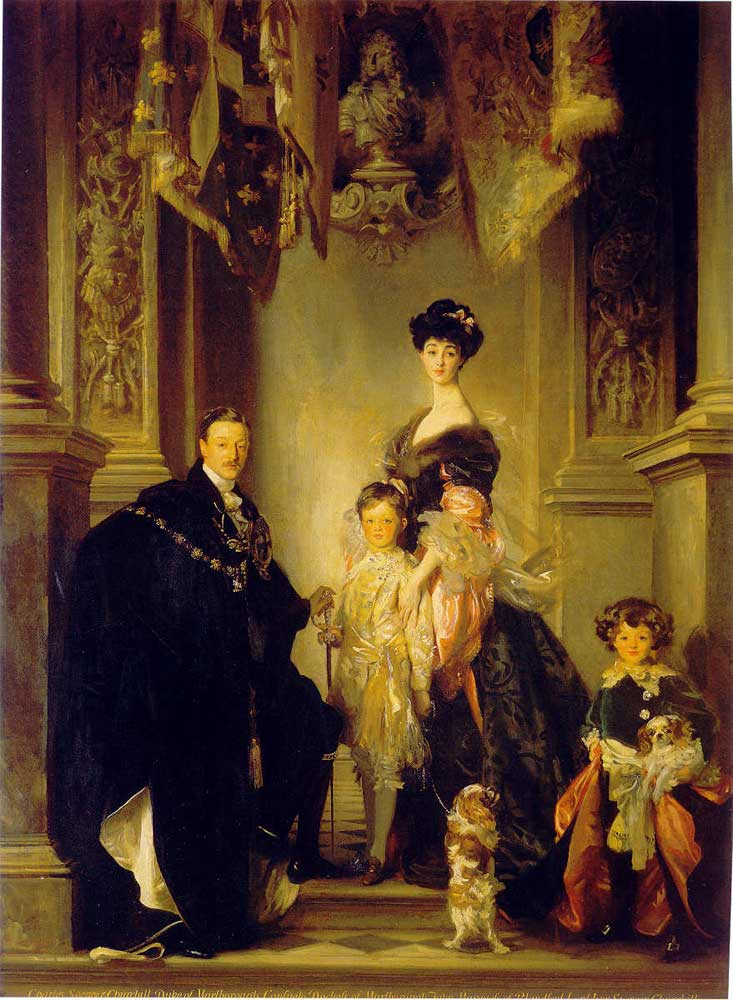
Charles, IX duca di Marlborough, con Consuelo, duchessa di Marlborough, ed i loro figli John, Marchese di Blandford, e Lord Ivor Spencer-Churchill, in un ritratto di John Singer Sargent del 1905.

Decisa a garantire il partito del più alto rango possibile per la sua unica figlia, un matrimonio che enfatizzasse la preminenza della famiglia Vanderbilt nella società di New York, Alva Vanderbilt progettò un incontro tra Consuelo e Charles Spencer-Churchill, IX duca di Marlborough, castellano di Blenheim Palace. Intermediaria del matrimonio fu un'ereditiera statunitense meno importante, diventata la principale albergatrice inglese, Lady Paget (nata Mary "Minnie" Stevens) figlia di Mrs. Paran Stevens, la vedova socialmente ambiziosa di un imprenditore di hotel degli Stati Uniti che aveva ottenuto con successo l'ammissione all'esclusiva società di New York del leggendario "Four Hundred". Lady Paget, sempre a corto di denaro, divenne ben presto una sorta di agente matrimoniale internazionale, presentando idonee ereditiere statunitensi a nobili britannici.
Sfortunatamente Consuelo Vanderbilt non aveva nessun interesse per il duca, essendo segretamente fidanzata con uno statunitense, Winthrop Rutherfurd. Sua madre lusingò, allettò, implorò e poi, alla fine, ordinò alla figlia di sposare Marlborough, il 6 novembre 1895.
Il matrimonio sarebbe stato annullato molto tempo dopo, su richiesta del Duca e con l'assenso di Consuelo, il 19 agosto 1926. L'annullamento fu interamente sostenuto da Alva, che testimoniò di aver costretto Consuelo al matrimonio. A questo punto Consuelo e sua madre goderono di un rapporto più semplice e più intimo.

### Secondo matrimonio
Il 4 luglio 1921 Consuelo sposò Jacques Balsan, un pioniere francese, pilota di mongolfiere, aeroplani e idrovolanti, che un tempo aveva lavorato con i Fratelli Wright. Erede anche di una fabbrica di tessuti, Balsan era un fratello minore di Étienne Balsan, che era un importante amore giovanile di Coco Chanel. Jacques Balsan morì nel 1956 all'età di 88 anni.

### Ultimi anni e morte
Dopo l'annullamento del matrimonio con il Duca di Marlborough, ella mantenne sempre i legami con i parenti Churchill preferiti, in particolar modo con Winston Churchill. Quest'ultimo era un frequente visitatore al suo castello, a St. Georges Motel, un piccolo comune vicino a Dreux circa 50 km da Parigi, negli anni 1920 e 1930, dove completò il suo ultimo dipinto prima della guerra.
The Glitter and the Gold, la perspicace ma non del tutto candida autobiografia di Consuelo Balsan, fu pubblicato nel 1953, scritta in realtà dal ghostwriter Stuart Preston, uno scrittore statunitense che era un critico d'arte per il New York Times. Un recensore del New York Times la definì "un epitaffio ideale del tempo di eleganza."
Morì a Southampton, Long Island, New York il 6 dicembre 1964, e fu sepolta accanto al figlio minore, Lord Ivor Spencer-Churchill, nel cimitero presso St Martin's Church, Oxfordshire, Inghilterra, vicino alla sua ex casa Blenheim Palace.

## Discendenza
Dal primo matrimonio con Charles Spencer-Churchill, IX duca di Marlborough nacquero due figli:
- John Albert William Spencer-Churchill, poi X duca di Marlborough;
- Lord Ivor Spencer-Churchill.

## Titoli
- 1877-1895: Miss Consuelo Vanderbilt
- 1895-1921: Sua Grazia, la Duchessa di Marlborough
- 1921-1921: Consuelo, duchess di Marlborough
- 1921-1964: Mme. Jacques Balsan